# Premio Agatha per il miglior romanzo d'esordio
Il premio Agatha per il miglior romanzo d'esordio (in inglese Best First Mystery), è una delle cinque categorie in cui viene assegnato regolarmente, durante il premio letterario statunitense Agatha Award dalla Malice Domestic Ltd. dal 1989 in omaggio al lavoro dell'anno prima di un autore emergente del genere mistero. Il premio viene assegnato dalla Malice Domestic Ltd durante una Conferenza Nazionale annuale.

## Albo d'oro
| Anno | Vincitore                    | Titolo originale                                           | Titolo italiano               |
| ---- | ---------------------------- | ---------------------------------------------------------- | ----------------------------- |
| 1989 | Elizabeth George             | A Great Deliverance                                        | E liberaci dal padre          |
| 1990 | Jill Churchill               | Crime And Punishment                                       |                               |
| 1991 | Katherine Hall Page          | The Body In The Belfry                                     |                               |
| 1992 | Mary Willis Walker           | Zero At The Bone                                           |                               |
| 1993 | Barbara Neely                | Blanche On The Lam                                         |                               |
| 1994 | Nevada Barr                  | Track Of The Cat                                           |                               |
| 1995 | Jeff Abbott                  | Do Unto Others                                             |                               |
| 1996 | Jeanne M. Dams               | The Body in the Transept                                   |                               |
| 1997 | Anne George                  | Murder On A Girl's Night Out                               |                               |
| 1998 | Sujata Massey                | The Salaryman's Wife                                       |                               |
| 1999 | Robin Hathaway               | The Doctor Digs A Grave                                    |                               |
| 2000 | Donna Andrews                | Murder with Peacocks                                       |                               |
| 2001 | Rosemary Stevens             | Death on a Silver Tray                                     |                               |
| 2002 | Sarah Strohmeyer             | Bubbles Unbound                                            |                               |
| 2003 | Julia Spencer-Fleming        | In the Bleak Midwinter                                     |                               |
| 2004 | Jacqueline Winspear          | Maisie Dobbs                                               |                               |
| 2005 | Harley Jane Kozak            | Dating Dead Men                                            |                               |
| 2006 | Laura Durham                 | Better Off Wed                                             |                               |
| 2007 | Sandra Parshall              | The Heat of the Moon                                       |                               |
| 2008 | Hank Phillippi Ryan          | Prime Time                                                 |                               |
| 2009 | G. M. Malliet                | Death of a Cozy Writer                                     |                               |
| 2010 | Alan Bradley                 | The Sweetness at the Bottom of the Pie                     | Delitto nel campo di cetrioli |
| 2011 | Avery Aames                  | The Long Quiche Goodbye                                    |                               |
| 2012 | Susan M. Boyer               | Lowcountry Boil                                            |                               |
| 2013 | Leslie Budewitz              | Death Al Dente                                             |                               |
| 2014 | Terrie Farley Moran          | Well Read, Then Dead                                       |                               |
| 2015 | Art Taylor                   | On the Road with Del and Louise                            |                               |
| 2016 | Cynthia Kunn                 | The Semester of Our Discontent                             |                               |
| 2017 | Kellye Garrett               | Hollywood Homicide                                         |                               |
| 2018 | Shari Randall Dianne Freeman | Curses Boiled Again A Ladies Guide to Etiquette and Murder |                               |
| 2019 | Tara Laskowski               | One Night Gone                                             |                               |
| 2020 | Erica Ruth Neubauer          | Murder at the Mena House                                   |                               |
| 2021 | Mia P. Manansala             | Arsenic and Adobo                                          |                               |